# Associazione Calcio Monza 1968-1969
Questa pagina raccoglie le informazioni riguardanti l'Associazione Calcio Monza nelle competizioni ufficiali della stagione 1968-1969.

## Stagione
La presidenza conferma in panchina Bruno Dazzi, ma dopo quattro giornate senza vittorie questi viene esonerato e affidata all'allenatore svedese Nils Liedholm.
Il Monza si priva del suo gioiello Claudio Sala che viene ceduto al Napoli, mentre dall'Inter arriva a novembre la promessa Marco Achilli che realizza otto reti in ventidue partite e risulta il miglior realizzatore stagionale biancorosso.
In campionato un girone di andata con 15 punti in carniere e appena sopra la zona retrocessione, poi segue un buon girone di ritorno, che con 20 punti dà ai biancorossi la salvezza anticipata.
In Coppa Italia il Monza è inserito nel girone 1 delle qualificazioni. Non passa il turno successivo avendo vinto una sola partita.

## Rosa
| N. |                   | Ruolo | Calciatore            |
| -- | ----------------- | ----- | --------------------- |
|    | Italia (bandiera) | A     | Alessandro Abbondanza |
|    | Italia (bandiera) | A     | Marco Achilli         |
|    | Italia (bandiera) | A     | Alessio Badari        |
|    | Italia (bandiera) | C     | Giancarlo Beltrami    |
|    | Italia (bandiera) | C     | Enrico Burlando       |
|    | Italia (bandiera) | C     | Roberto Caremi        |
|    | Italia (bandiera) | P     | Luciano Castellini    |
|    | Italia (bandiera) | D     | Giampiero D'Angiulli  |
|    | Italia (bandiera) | C     | Renato Dehò           |
|    | Italia (bandiera) | P     | Franco Fattori        |
|    | Italia (bandiera) | D     | Franco Fontana        |
|    | Italia (bandiera) | A     | Ferdinando Galli      |

| N. |                   | Ruolo | Calciatore               |
| -- | ----------------- | ----- | ------------------------ |
|    | Italia (bandiera) | A     | Giampaolo Lanzetti       |
|    | Italia (bandiera) | D     | Gian Battista Magaraggia |
|    | Italia (bandiera) | D     | Franco Magnaghi          |
|    | Italia (bandiera) | D     | Ernesto Marcolini        |
|    | Italia (bandiera) | A     | Mario Pantani            |
|    | Italia (bandiera) | C     | Mario Perego             |
|    | Italia (bandiera) | C     | Enrico Prato             |
|    | Italia (bandiera) | P     | Umberto Provasi          |
|    | Italia (bandiera) | D     | Riccardo Riccardi        |
|    | Italia (bandiera) | A     | Aldo Strada              |
|    | Italia (bandiera) | A     | Guido Vivarelli          |
|    | Italia (bandiera) | C     | Francesco Volpato        |

## Risultati

### Campionato Serie B

#### Girone di andata
| Arbitro: | Mascali (Desenzano del Garda) |

|                       |           |  |
| Vitali 37’ Brenna 77’ | Marcatori |  |

| Arbitro: | Fuschi (Pescara) |

|            |           |           |
| Caremi 33’ | Marcatori | 9’ Causio |

| Monza 13 ottobre 1968 3ª giornata | Monza          | 0 – 0 | Catanzaro | Stadio Gino Alfonso Sada\| Arbitro: \| Trono (Torino) \| |
| Arbitro:                          | Trono (Torino) |       |           |                                                          |

| Arbitro: | Pilotto (Roma) |

|            |           |  |
| Mazzia 66’ | Marcatori |  |

| Arbitro: | Picasso (Chiavari) |

|                         |           |                 |
| Vignando 24’ Pienti 67’ | Marcatori | 53’, 89’ Strada |

| Monza 10 novembre 1968 6ª giornata | Monza        | 0 – 0 | Modena | Stadio Gino Alfonso Sada\| Arbitro: \| Bravi (Roma) \| |
| Arbitro:                           | Bravi (Roma) |       |        |                                                        |

| Arbitro: | Caligaris (Alessandria) |

|                                |           |  |
| Turchetto 7’, 73’ Bosdaves 89’ | Marcatori |  |

| Monza 24 novembre 1968 8ª giornata | Monza         | 0 – 0 | Mantova | Stadio Gino Alfonso Sada\| Arbitro: \| Bigi (Padova) \| |
| Arbitro:                           | Bigi (Padova) |       |         |                                                         |

| Arbitro: | Calì (Roma) |

|                                                                      |           |  |
| Lambrugo 12’ Comini 21’, 65’ (rig.) Franzoni 82’ Beltrami 89’ (aut.) | Marcatori |  |

| Arbitro: | Possagno (Treviso) |

|                                 |           |  |
| Volpato 81’ Burlando 86’ (rig.) | Marcatori |  |

| Arbitro: | Di Tonno (Lecce) |

|               |           |  |
| Fraschini 64’ | Marcatori |  |

| Arbitro: | Caligaris (Alessandria) |

|                |           |                          |
| Montepagani 8’ | Marcatori | 21’ Strada 50’ Marcolini |

| Monza 29 dicembre 1968 13ª giornata | Monza                 | 0 – 0 | Livorno | Stadio Gino Alfonso Sada\| Arbitro: \| De Marchi (Pordenone) \| |
| Arbitro:                            | De Marchi (Pordenone) |       |         |                                                                 |

| Arbitro: | Gussoni (Tradate) |

|                     |           |               |
| Burlando 85’ (rig.) | Marcatori | 41’ Gavinelli |

| Arbitro: | Possagno (Treviso) |

|                            |           |                         |
| Mascheroni 77’ (rig.), 87’ | Marcatori | 27’ Strada 46’ Burlando |

| Arbitro: | Gonella (Torino) |

|  |           |           |
|  | Marcatori | 82’ Rolla |

| Arbitro: | Serafino (Roma) |

|                                   |           |  |
| Strada 63’ Perego 73’ Achilli 85’ | Marcatori |  |

| Arbitro: | Moretto (San Donà di Piave) |

|               |           |          |
| Governato 45’ | Marcatori | 67’ Dehò |

| Arbitro: | Panzino (Catanzaro) |

|                         |           |              |
| Curatoli 34’ Tonoli 41’ | Marcatori | 3’ Vivarelli |

#### Girone di ritorno
| Arbitro: | Barbaresco (Cormons) |

|            |           |           |
| Achilli 8’ | Marcatori | 28’ Bigon |

| Arbitro: | Di Tonno (Lecce) |

|                                                 |           |  |
| Toschi 53’ Lombardo 72’ Causio 74’ Vallongo 88’ | Marcatori |  |

| Arbitro: | Acernese (Roma) |

|               |           |                          |
| Benvenuto 22’ | Marcatori | 11’ Achilli 48’ Burlando |

| Monza 9 marzo 1969 23ª giornata | Monza                   | 0 – 0 | Perugia | Stadio Gino Alfonso Sada\| Arbitro: \| Caligaris (Alessandria) \| |
| Arbitro:                        | Caligaris (Alessandria) |       |         |                                                                   |

| Arbitro: | Toselli (Cormons) |

|             |           |                  |
| Pantani 63’ | Marcatori | 5’ (rig.) Crippa |

| Arbitro: | Lattanzi (Roma) |

|                    |           |             |
| Merighi 37’ (rig.) | Marcatori | 42’ Volpato |

| Arbitro: | Possagno (Treviso) |

|                         |           |  |
| Achilli 15’ Pantani 68’ | Marcatori |  |

| Arbitro: | Branzoni (Pavia) |

|           |           |  |
| Magli 81’ | Marcatori |  |

| Monza 20 aprile 1969 28ª giornata | Monza             | 0 – 0 | Como | Stadio Gino Alfonso Sada\| Arbitro: \| Gussoni (Tradate) \| |
| Arbitro:                          | Gussoni (Tradate) |       |      |                                                             |

| Cesena 27 aprile 1969 29ª giornata | Cesena             | 0 – 0 | Monza | Stadio La Fiorita\| Arbitro: \| Michelotti (Parma) \| |
| Arbitro:                           | Michelotti (Parma) |       |       |                                                       |

| Arbitro: | Gialluisi (Barletta) |

|                                                       |           |              |
| Achilli 34’, 57’ Vivarelli 42’ Strada 59’, 77’ (rig.) | Marcatori | 25’ Brignani |

| Arbitro: | Bravi (Roma) |

|             |           |  |
| Achilli 46’ | Marcatori |  |

| Arbitro: | Monti (Ancona) |

|                    |           |                |
| Santon 8’ Zani 71’ | Marcatori | 18’ D'Angiulli |

| Arbitro: | De Marchi (Pordenone) |

|                              |           |             |
| Pantani 77’ (aut.) Bravi 82’ | Marcatori | 68’ Volpato |

| Monza 25 maggio 1969 34ª giornata | Monza           | 0 – 0 | Genoa | Stadio Gino Alfonso Sada\| Arbitro: \| Giunti (Arezzo) \| |
| Arbitro:                          | Giunti (Arezzo) |       |       |                                                           |

| Arbitro: | Possagno (Treviso) |

|               |           |             |
| Pirazzini 65’ | Marcatori | 11’ Achilli |

| Catania 8 giugno 1969 36ª giornata | Catania         | 0 – 0 | Monza | Stadio Cibali\| Arbitro: \| Acernese (Roma) \| |
| Arbitro:                           | Acernese (Roma) |       |       |                                                |

| Arbitro: | Mascali (Desenzano del Garda) |

|           |           |  |
| Prato 44’ | Marcatori |  |

| Monza 22 giugno 1969 38ª giornata | Monza             | 0 – 0 | Bari | Stadio Gino Alfonso Sada\| Arbitro: \| Angonese (Mestre) \| |
| Arbitro:                          | Angonese (Mestre) |       |      |                                                             |

### Coppa Italia

#### GIrone 1
| Arbitro: | Caligaris (Alessandria) |

|  |           |                              |
|  | Marcatori | 30’ Biasiolo 37’, 57’ Vitali |

| Arbitro: | Angonese (Mestre) |

|  |           |                                       |
|  | Marcatori | 55’ Prati 56’ Hamrin 63’ Schnellinger |

| Arbitro: | Bianchi (Firenze) |

|  |           |              |
|  | Marcatori | 65’ Riccardi |

## Statistiche

### Statistiche di squadra
| Competizione | Punti | In casa | In casa | In casa | In casa | In casa | In casa | In trasferta | In trasferta | In trasferta | In trasferta | In trasferta | In trasferta | Totale | Totale | Totale | Totale | Totale | Totale | DR  |
| Competizione | Punti | G       | V       | N       | P       | Gf      | Gs      | G            | V            | N            | P            | Gf           | Gs           | G      | V      | N      | P      | Gf     | Gs     | DR  |
| ------------ | ----- | ------- | ------- | ------- | ------- | ------- | ------- | ------------ | ------------ | ------------ | ------------ | ------------ | ------------ | ------ | ------ | ------ | ------ | ------ | ------ | --- |
| Serie B      | 35    | 19      | 6       | 12      | 1       | 18      | 6       | 19           | 2            | 7            | 10           | 14           | 32           | 38     | 8      | 19     | 11     | 32     | 38     | -6  |
| Coppa Italia | 2     | 2       | 0       | 0       | 2       | 0       | 6       | 1            | 1            | 0            | 0            | 1            | 0            | 3      | 1      | 0      | 2      | 1      | 6      | -5  |
| Totale       |       | 21      | 6       | 12      | 3       | 18      | 12      | 20           | 3            | 7            | 10           | 15           | 32           | 41     | 9      | 19     | 13     | 33     | 44     | -11 |

### Statistiche dei giocatori
| Giocatore       | Serie B  | Serie B | Coppa Italia | Coppa Italia | Totale   | Totale |
| Giocatore       | Presenze | Reti    | Presenze     | Reti         | Presenze | Reti   |
| --------------- | -------- | ------- | ------------ | ------------ | -------- | ------ |
| A. Abbondanza   | 3        | 0       | 2            | 0            | 5        | 0      |
| M. Achilli      | 22       | 8       | -            | -            | 22       | 8      |
| A. Badari       | 2        | 0       | 3            | 0            | 5        | 0      |
| G. Beltrami     | 17       | 0       | 3            | 0            | 20       | 0      |
| E. Burlando     | 19       | 2       | -            | -            | 19       | 2      |
| R. Caremi       | 24       | 1       | -            | -            | 24       | 1      |
| L. Castellini   | 11       | -12     | 3            | -6           | 14       | -18    |
| G. D'Angiulli   | 8        | 1       | -            | -            | 8        | 1      |
| R. Dehò         | 31       | 2       | -            | -            | 31       | 2      |
| F. Fattori      | 26       | -24     | -            | -            | 26       | -24    |
| F. Fontana      | 8        | 0       | 3            | 0            | 11       | 0      |
| F. Galli        | 1        | 0       | -            | -            | 1        | 0      |
| G. Lanzetti     | 12       | 0       | 1            | 0            | 13       | 0      |
| G.B. Magaraggia | 24       | 0       | 3            | 0            | 27       | 0      |
| F. Magnaghi     | 32       | 0       | 1            | 0            | 33       | 0      |
| E. Marcolini    | 32       | 1       | 1            | 0            | 33       | 1      |
| M. Pantani      | 24       | 2       | 2            | 0            | 26       | 2      |
| M. Perego       | 28       | 1       | 2            | 0            | 30       | 1      |
| E. Prato        | 37       | 1       | 3            | 0            | 40       | 1      |
| U. Provasi      | 1        | -2      | 1            | -0           | 2        | -2     |
| R. Riccardi     | 7        | 0       | 3            | 1            | 10       | 1      |
| A. Strada       | 36       | 7       | 3            | 0            | 39       | 7      |
| G. Vivarelli    | 20       | 3       | 3            | 0            | 23       | 3      |
| F. Volpato      | 26       | 3       | -            | -            | 26       | 3      |

### Libri
- Almanacco illustrato del calcio 1970, Milano, Edizioni Carcano, dicembre 1969,  p. 221.
- Matteo Delbue, Stefano Peduzzi e Carlo Fontanelli, E non andremo mai in Serie A....100 anni di Monza, Empoli (FI), Geo Edizioni S.r.l., 2012,  pp. 200-203.

### Giornali
- La Gazzetta dello Sport, conservata microfilmato presso.
  - Biblioteca Nazionale Braidense di Milano, presso MediaTeca Santa Teresa, via Moscova 28 a Milano;
  - Biblioteca Nazionale Centrale di Firenze;
  - Biblioteca Nazionale Centrale di Roma;
  - Biblioteca Civica Berio di Genova;
  - e presso Emeroteca del C.O.N.I. di Roma (non è online ma è da consultare in sede).
- Il Corriere dello Sport, conservato microfilmato presso.
  - Emeroteca del C.O.N.I. di Roma.
- Il Cittadino di Monza e Brianza, che ha sempre pubblicato i risultati nell'edizione del giovedì. Giornale conservato microfilmato presso la Biblioteca Nazionale Braidense di Milano (presso emeroteca Santa Teresa in via Moscova 28) e la Biblioteca Comunale di Monza.